# 티모티 카스타뉴
티모티 카스타뉴(프랑스어: Timothy Castagne, 1995년 12월 5일 ~ )은 벨기에의 축구 선수로, 현재 잉글랜드 프리미어리그의 풀럼 소속이며 포지션은 라이트백이다.